# Петерсов мишји лемур
Петерсов мишји лемур (лат. Microcebus myoxinus) је врста примата из породице патуљастих лемура (Cheirogaleidae). 

## Распрострањење
Мадагаскар је једино познато природно станиште врсте.

## Станиште
Петерсов мишји лемур има станиште на копну.

## Угроженост
Подаци о распрострањености ове врсте су недовољни.

### Популациони тренд
Популациони тренд је за ову врсту непознат.